# Saint-Georges-des-Gardes
Saint-Georges-des-Gardes ist eine Ortschaft und ehemalige Gemeinde mit 1630 Einwohnern (Stand: 1. Januar 2022) im französischen Département Maine-et-Loire in der Region Pays de la Loire. Sie gehörte zum Arrondissement Cholet. Die Bewohner werden Saint-Georgiens und Saint-Georgiennes genannt.
Der Erlass des Präfekten vom 24. September 2015 legte mit Wirkung zum 15. Dezember 2015 die Eingliederung von Saint-Georges-des-Gardes als Commune déléguée gemeinsam mit zwölf bis dahin selbstständigen Gemeinden und Ortschaften zur Commune nouvelle Chemillé-en-Anjou fest.

## Geografie

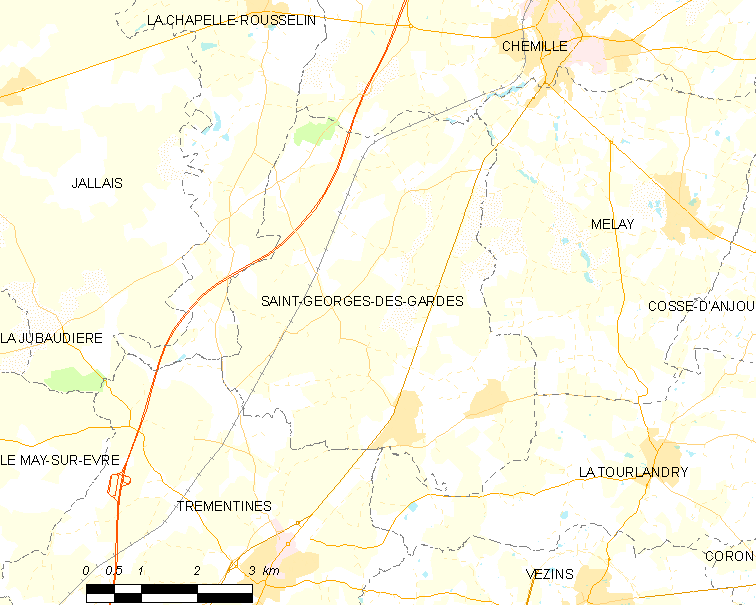
Karte von Saint-Georges-des-Gardes

Saint-Georges-des-Gardes liegt etwa 39 Kilometer südsüdwestlich von Angers, etwa 53 Kilometer westsüdwestlich von Saumur und etwa 14 Kilometer nordöstlich von Cholet in der Région naturelle der Mauges, Teil der historischen Provinz des Anjou. Das Gebiet von Saint-Georges-des-Gardes liegt im äußersten Südosten des Armorikanischen Massivs. Aus geologischer Sicht besteht der Untergrund aus Granit und metamorphem Gestein aus dem Unteren Silur. Wichtigster Ortsteil ist die ehemalige Gemeinde Les Gardes östlich des Ortszentrums auf einem Höhenzug, der das gesamte südliche Ortsgebiet durchzieht und mit 211 m die höchste Erhebung des Orts, aber auch des gesamten Anjou bildet. Das Zentrum befindet sich auf etwa 160 m Höhe. Das Ortsgebiet wird vom Hyrôme entwässert, der hier entspringt. Die Èvre bildet auf einem kurzen Abschnitt die südliche Grenze.
Umgeben wird Saint-Georges-des-Gardes von der Nachbargemeinde und vier Communes déléguées von Chemillé-en-Anjou:
|                                          | Chemillé (Commune déléguée)                 |                                  |
| La Chapelle-Rousselin (Commune déléguée) | Kompassrose, die auf Nachbargemeinden zeigt | Melay (Commune déléguée)         |
| Trémentines                              |                                             | La Tourlandry (Commune déléguée) |

## Toponymie und Geschichte
Die Gemeinde wurde 1793 als Saint George du Puy de la Garde gegründet. 1851 wurde die Gemeinde Les Gardes durch Abtrennung eines Teils des Gemeindegebiets gebildet. Nach der Wiedereingliederung von Les Gardes wurde die Gemeinde in Saint-Georges-des-Gardes umbenannt.
Frühere Formen des Ortsnamens waren:
Ecclesia sancti Georgii de Podio de Guardia und Sanctus Georgius de Podio Garde (1107), Sanctus Georgius de Podio quod dicitur de Garda (1120), Sanctus Georgius ad montem de la Guarde und Saint-George-du-Puy-de-la Garde (1476).
Aus der Urgeschichte sind sechs Äxte aus poliertem Gestein gefunden worden. Im Laufe des 11. Jahrhunderts scheint die erste Kirche inmitten des Friedhofs erbaut worden. Ganz in der Nähe befand sich die Burg, deren Seigneur Sigebrand die Mönche des Klosters Marmoutier, um ein Dorf zu errichten. Diese bauten dort eine kleine Kapelle Notre-Dame-du-Genet, die sie in der Folge den Benediktinern von Saint-Nicolas in Angers überließen. Der Krieg zwischen den Seigneurs von Maulévrier und Chemillé führte zur Zerstörung des Dorfs und der Kirche. Die Mönche führten den Wiederaufbau durch, verhinderten aber nicht die erneute Zerstörung durch englische Truppen im Rahmen des Hundertjährigen Kriegs. Guillaume Frapin war am Ende des 15. Jahrhunderts Pfarrer und gleichzeitig Lehnsherr von Saint-George-du-Puy-de-la Garde. 1540 gehörte das Dorf zur Grafschaft von Chemillé. Die Bewohner nahmen aktiv teil am Aufstand der Vendée, dem bewaffneten Kampf der royalistisch-katholisch gesinnten Landbevölkerung gegen Repräsentanten und Truppen der Ersten Französischen Republik.
Im 19. Jahrhundert brachte die Gemeinde mehr als 400 Weber hervor, hauptsächlich für die Herstellung von Taschentüchern.

## Bevölkerungsentwicklung
| Saint-Georges-des-Gardes: Einwohnerzahlen von 1793 bis 2020                                                                | Saint-Georges-des-Gardes: Einwohnerzahlen von 1793 bis 2020 | Saint-Georges-des-Gardes: Einwohnerzahlen von 1793 bis 2020 | Saint-Georges-des-Gardes: Einwohnerzahlen von 1793 bis 2020 | Saint-Georges-des-Gardes: Einwohnerzahlen von 1793 bis 2020 |
| --- | ----------------------------------------------------------- | ----------------------------------------------------------- | ----------------------------------------------------------- | ----------------------------------------------------------- |
| Jahr |                                                             |                                                             |                                                             | Einwohner                                                   |
| 1793 | 1793                                                        |                                                             | 1.297                                                       | 1.297                                                       |
| 1800 | 1800                                                        |                                                             | 906                                                         | 906                                                         |
| 1806 | 1806                                                        |                                                             | 1.020                                                       | 1.020                                                       |
| 1821 | 1821                                                        |                                                             | 1.266                                                       | 1.266                                                       |
| 1831 | 1831                                                        |                                                             | 1.388                                                       | 1.388                                                       |
| 1836 | 1836                                                        |                                                             | 1.425                                                       | 1.425                                                       |
| 1841 | 1841                                                        |                                                             | 1.460                                                       | 1.460                                                       |
| 1846 | 1846                                                        |                                                             | 1.608                                                       | 1.608                                                       |
| 1851 | 1851                                                        |                                                             | 1.031                                                       | 1.031                                                       |
| 1856 | 1856                                                        |                                                             | 1.134                                                       | 1.134                                                       |
| 1861 | 1861                                                        |                                                             | 1.075                                                       | 1.075                                                       |
| 1866 | 1866                                                        |                                                             | 1.014                                                       | 1.014                                                       |
| 1872 | 1872                                                        |                                                             | 925                                                         | 925                                                         |
| 1876 | 1876                                                        |                                                             | 930                                                         | 930                                                         |
| 1881 | 1881                                                        |                                                             | 961                                                         | 961                                                         |
| 1886 | 1886                                                        |                                                             | 1.000                                                       | 1.000                                                       |
| 1891 | 1891                                                        |                                                             | 934                                                         | 934                                                         |
| 1896 | 1896                                                        |                                                             | 851                                                         | 851                                                         |
| 1901 | 1901                                                        |                                                             | 801                                                         | 801                                                         |
| 1906 | 1906                                                        |                                                             | 797                                                         | 797                                                         |
| 1911 | 1911                                                        |                                                             | 736                                                         | 736                                                         |
| 1921 | 1921                                                        |                                                             | 725                                                         | 725                                                         |
| 1926 | 1926                                                        |                                                             | 727                                                         | 727                                                         |
| 1931 | 1931                                                        |                                                             | 705                                                         | 705                                                         |
| 1936 | 1936                                                        |                                                             | 641                                                         | 641                                                         |
| 1946 | 1946                                                        |                                                             | 621                                                         | 621                                                         |
| 1954 | 1954                                                        |                                                             | 718                                                         | 718                                                         |
| 1962 | 1962                                                        |                                                             | 799                                                         | 799                                                         |
| 1968 | 1968                                                        |                                                             | 827                                                         | 827                                                         |
| 1975 | 1975                                                        |                                                             | 1.228                                                       | 1.228                                                       |
| 1982 | 1982                                                        |                                                             | 1.284                                                       | 1.284                                                       |
| 1990 | 1990                                                        |                                                             | 1.497                                                       | 1.497                                                       |
| 1999 | 1999                                                        |                                                             | 1.448                                                       | 1.448                                                       |
| 2006 | 2006                                                        |                                                             | 1.583                                                       | 1.583                                                       |
| 2013 | 2013                                                        |                                                             | 1.616                                                       | 1.616                                                       |
| 2020 | 2020                                                        |                                                             | 1.603                                                       | 1.603                                                       |
| Quelle(n): EHESS/Cassini bis 1999, INSEE ab 2006 Anmerkung(en): Ab 1962 offizielle Zahlen ohne Einwohner mit Zweitwohnsitz |                                                             |                                                             |                                                             |                                                             |

Der Bevölkerungsrückgang am Ende des 18. und zu Beginn des 19. Jahrhunderts ist eine Folge der Unruhen im Rahmen des Aufstands der Vendée.

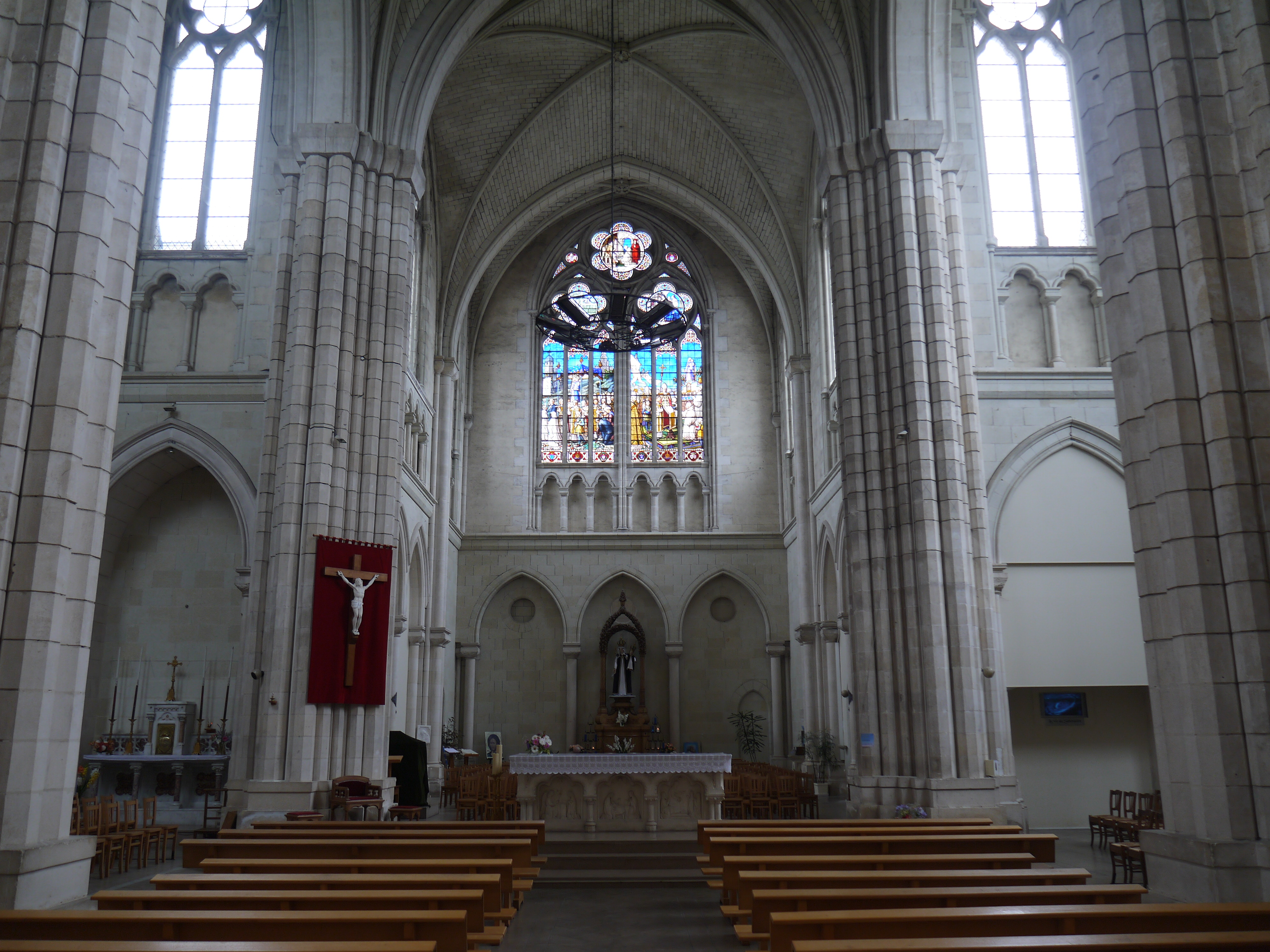
Innenraum der Kirche des Klosters Notre-Dame-des-Gardes

## Sehenswürdigkeiten
- Zisterzienserinnenkloster Notre-Dame-des-Gardes aus dem 19. Jahrhundert
- Neugotische Kirche Saint-Georges, 1877 bis 1878 neu errichtet, der Vorgängerbau wurde während der Französischen Revolution am 25. Mai 1792 als Nationalgut verkauft
- Kapelle La Planche Grelet
- Herrenhaus im Weiler Le Puy de la Garde aus dem 16. Jahrhundert
- Festes Haus im Weiler Le Houx, vermutlich aus dem 16. Jahrhundert